# Acide carnosique
L'acide carnosique est un benzènediol, un diterpène et un abiétane, de formule C20H28O4, trouvé dans le romarin et dans la sauge officinale. Les feuilles séchées de romarin ou de sauge officinale en contiennent de 1,5 à 2,5 %. C'est un métabolite secondaire dont la biosynthèse se fait à partir du ferruginol.
Il possède des vertus médicinales. C'est un antioxydant efficace qui protège les cellules de la peau des rayons ultraviolets dits « UV-A ».
L'acide carnosique, avec son dérivé le carnosol, dans le cadre de leur utilisation comme additifs alimentaires, sont désignés sous le nom d'« extrait de romarin » (E392).